# Райнгард Фабіш
Райнгард Фабіш (нім. Reinhard Fabisch, 19 серпня 1950, Шверте — 12 липня 2008, Мюнстер) — німецький футбольний тренер.

## Біографія
З 1969 року три роки перебував у структурі «Боруссії» (Дортмунд), втім за першу команду так і не дебютував.
В подальшому став футбольним тренером і 1987 року отримав свій перший тренерський досвід, очоливши тренерський штаб збірної Кенії, з якою того ж року здобув срібні медалі на футбольному турнірі домашніх Всеафриканських ігор, програвши у фіналі Єгипту.
1992 року став головним тренером збірної Зімбабве і тренував збірну Зімбабве три роки, втім на Кубок африканських націй 1994 року вивести команду не зумів. Після цього 1996 року недовго очолював піденноафриканський клуб «Мамелоді Сандаунз».
У другій половині 1996 року знову очолив збірну Кенію, з якою став лише третім у відбірній групі на чемпіонат світу 1998 року, після чого покинув посаду. Втім 2001 року повернувся на посаду і того ж року став з командою фіналістом Кубка КЕСАФА
У 2005–2007 роках очолював клуб «Емірейтс», після у грудні 2007 року став головним тренером збірної Беніну, якою мав керувати на Кубку африканських націй на початку наступного року, що був лише другим в історії збірної. Втім на самій континентальній першості Бенін виступив невдало, програвши всі три гри, а сам Фабіш заявив, що перед матчем з Малі (0:1) до нього звертались з пропозицією провести матч з фіксованим результатом, але німецький фахівець відмовився брати в цьому участь
. У травні 2008 року він покинув збірну за станом здоров'я.
Помер 12 липня 2008 року від раку на 58-му році життя у місті Мюнстер в Німеччині.